# 巫师系列
《巫师》是由CD Projekt Red开发的动作角色扮演游戏系列。游戏改编自波兰作家安杰伊·萨普科夫斯基的奇幻小说《猎魔人》，内容为小说故事的延续。
主系列共包括三款游戏，2007年发行的《巫师》、2011年发行的《巫师2：国王刺客》和2015年发行的《巫师3：狂猎》，故事围绕猎魔人利维亚的杰洛特展开。主系列以外，CD Projekt还推出了两款资料片（《石之心》和《血与酒》）及数款衍生游戏。《巫师》系列作品广受好评，取得巨大的商业成功，截至2020年5月，系列全球销量超过5000万份。
CD Projekt Red于2022年内公布了多部巫师系列新作的开发计划，包括从第四部主系列作品开始的全新三部曲，以及《巫师》初代游戏的重制版本。

## 故事设定
《巫师》系列游戏设定基于原著小说《猎魔人》。在一片人类、精灵和矮人等种族共同生活的大陆上，强大的尼弗迦德（Nifgaard）帝国统一了大陆南方，并不断向北蚕食，意图吞并北方诸国。游戏故事发生前数年，由泰莫利亚（Temeria）、瑞达尼亚（Redania）、科德温（Kaedwen）和亚甸（Aedirn）等北方王国组成的联军暂时挡住了尼弗迦德扩张的脚步，随后却陷入无休止的内乱，而尼弗迦德还在酝酿着新的战争。
在主系列中，玩家将扮演利维亚的杰洛特，一名周游四方的猎魔人，幼时经历身体突变及严格训练而获得强大力量，如今则以完成猎杀怪物的合约为生。游戏故事承接原著小说《湖中女士》结尾，杰洛特死于一场针对非人种族的大屠杀，却在五年后意外回归，但不幸丧失全部记忆。在寻回记忆的过程中，杰洛特被迫卷入各类政治风波，数次参与决定世界局势的大事件，更有异界势力狂猎如影随形。

## 系列作品列表
| 2007      | 巫师                  |
| 2008      | 巫师加强版            |
| 2009      | 巫师导演剪辑版        |
| 2010      |                       |
| 2011      | 巫师2：国王刺客       |
| 2012      | 巫师2：国王刺客增强版 |
| 2013–2014 |                       |
| 2015      | 巫师3：狂猎           |
| 2015      | 巫师3：狂猎－石之心   |
| 2016      | 巫师3：狂猎－血与酒   |
| 2016      | 巫师3：狂猎年度版     |
| 待定      | 巫师4                 |
| 待定      | 巫师：重制版          |

| 2007      | 巫师：血腥之路           |
| 2008      | 巫师：对决               |
| 2009–2013 |                          |
| 2014      | 巫师：冒险游戏           |
| 2015      | 巫师：战斗竞技场         |
| 2016–2017 |                          |
| 2018      | 巫师之昆特牌             |
| 2018      | 巫师之昆特牌：王权的陨落 |
| 2019–2020 |                          |
| 2021      | 巫师：怪物杀手           |
| 待定      | Project Sirius           |

| 游戏名                   | 原名                                     | 初版发售日     | 平台                                                                                     |
| 主系列                   | 主系列                                   | 主系列         | 主系列                                                                                   |
| ------------------------ | ---------------------------------------- | -------------- | ---------------------------------------------------------------------------------------- |
| 巫师                     | Wiedźmin                                 | 2007年10月26日 | Microsoft Windows、OS X                                                                  |
| 巫师2：国王刺客          | Wiedźmin 2: Zabójcy królów               | 2011年5月17日  | Microsoft Windows、OS X、Linux、Xbox 360                                                 |
| 巫师3：狂猎              | Wiedźmin 3: Dziki Gon                    | 2015年5月19日  | Microsoft Windows、PlayStation 4、PlayStation 5、Xbox One、Xbox Series X/S、任天堂Switch |
| 巫师4                    | Wiedźmin IV                              | TBA            | TBA                                                                                      |
| 巫师：重制版             | The Witcher Remake                       | TBA            | TBA                                                                                      |
| 资料片（DLC）            |                                          |                |                                                                                          |
| 巫师3：狂猎－石之心      | Wiedźmin 3: Dziki Gon – Serca z kamienia | 2015年10月13日 | Microsoft Windows、PlayStation 4、PlayStation 5、Xbox One、Xbox Series X/S、任天堂Switch |
| 巫师3：狂猎－血与酒      | Wiedźmin 3: Dziki Gon – Krew i wino      | 2016年5月31日  | Microsoft Windows、PlayStation 4、PlayStation 5、Xbox One、Xbox Series X/S、任天堂Switch |
| 昆特牌系列               |                                          |                |                                                                                          |
| 巫师之昆特牌             | Gwint: Wiedźmińska gra karciana          | 2018年10月23日 | Microsoft Windows、macOS、PlayStation 4、Xbox One、iOS、Android                          |
| 巫师之昆特牌：王权的陨落 | Wojna Krwi: Wiedźmińskie opowieści       | 2018年10月23日 | Microsoft Windows、PlayStation 4、Xbox One、任天堂Switch、iOS、Android                   |
| 其他衍生作品             |                                          |                |                                                                                          |
| 巫师：血腥之路           | Wiedźmin: Krwawy szlak                   | 2007年10月1日  | Java                                                                                     |
| 巫师：对决               | Wiedźmin: Versus                         | 2008年7月9日   | Microsoft Windows、Mac OS X、Linux、Web                                                  |
| 巫师：冒险游戏           | Wiedźmin: Gra przygodowa                 | 2014年11月27日 | Microsoft Windows、OS X、iOS、Android                                                    |
| 巫师：战斗竞技场         | The Witcher Battle Arena                 | 2015年1月22日  | iOS、Android、Windows Phone                                                              |
| 巫师：怪物杀手           | The Witcher: Monster Slayer              | 2021年7月21日  | iOS、Android                                                                             |
| 天狼星项目               | Project Sirius                           | TBA            | TBA                                                                                      |

## 主系列

### 巫师
曾被目睹死于利维亚非人种族大屠杀的杰洛特在五年后突然苏醒，但已丧失全部记忆，幸得同门师兄弟救回猎魔人大本营凯尔·莫罕（Kaer Morhen）。未等他安顿下来，凯尔·莫罕便遭到神秘武装“火蜥蜴帮”（Salamandra）攻击，盗匪夺走了用来改造猎魔人的药剂和设备。猎魔人们决定分头调查火蜥蜴帮的行踪，杰洛特于是启程前往泰莫利亚王国首都维吉玛（Wyzima），却意外卷入一连串政治风波。
早在1996年至1997年间，波兰游戏公司都市软件就曾计划推出首款《猎魔人》改编游戏，但最终取消。尽管如此，游戏总监阿德里安·赫梅拉日却在开发期间为“猎魔人”首创了沿用至今的英文译名“Witcher”。据赫梅拉日描述，该作本将是一款带有道德选择和经验值等角色扮演元素的3D动作冒险游戏。
直到2003年，CD Projekt Red与萨普科夫斯基达成协议，正式接手《猎魔人》的游戏改编工作，随后于2007年10月在Microsoft Windows平台发布系列首作《巫师》。其中CD Projekt仅负责《巫师》在波兰国内的发行，全球发行工作则交给了雅达利。游戏发售后在欧洲和北美地区广受好评，CD Projekt Red又分别于2008年9月和2009年7月为游戏推出了加强版（Enhanced Edition）和导演剪辑版（Director's Cut）。然而，原定于2009年秋季发布的游戏主机移植版本《巫师：白狼崛起》（The Witcher: Rise of the White Wolf）却因资金问题被迫取消。

### 巫师2：国王刺客
在前作结尾，杰洛特偶然阻止了一场针对泰莫利亚国王弗尔泰斯特（Foltest）的刺杀行动，从此被国王当作私人保镖带在身边。可好景不长，在一次平定贵族叛乱的战斗中，一名假扮成祭司的刺客成功得手并逃脱，留下杰洛特背负弑君之罪锒铛入狱。经由友人帮助越狱后，杰洛特决定找出神秘的弑王者以自证清白。而随着一路追寻，杰洛特的记忆逐渐恢复，弑王者背后的惊天阴谋也慢慢浮出水面。
2009年9月16日，一段据称为《巫师》续作《巫师2：国王刺客》的内部视频在网上泄露，CD Projekt Red于同月证实游戏已处在开发阶段。2011年5月17日，《巫师2》在Microsoft Windows平台正式发售，CD Projekt仍只负责游戏在波兰的发行，万代南梦宫游戏和雅达利分别出任欧洲和北美地区的发行商。游戏的数字版也同步上架Steam和GOG平台，其中后者为无DRM版本。游戏延续前作的高口碑，商业表现更为亮眼，首年销量即超过170万份。包含全新游戏内容的增强版（Enhanced Edition）于2012年4月推出，同时登陆Xbox 360平台，并为原版游戏拥有者提供免费升级。

### 巫师3：狂猎
剧情承接《国王刺客》，自从尼弗迦德帝国发动新一轮入侵，整个北方陷入一片混乱，只剩下拉多维德五世（Radovid V）领导的瑞达尼亚与其抗衡。与此同时，来自平行维度的狂猎（Wild Hunt）大军降临世间，为各地带去瘟疫与死亡。杰洛特的养女希里（Ciri）身为“长者之血”继承者遭到狂猎追捕，而她正是终结这场灭世灾难的关键。为防希里落入狂猎之手，杰洛特必须四处寻找失踪养女的下落。
《巫师3：狂猎》原定于2014年在Microsoft Windows平台推出，同步登陆PlayStation 4和Xbox One，但最终延期至2015年5月19日发售。游戏在全球范围大获成功，销量口碑双丰收，不到一年就售出近千万份，更被多家媒体评为有史以来最好的角色扮演游戏之一。《巫师3》的两款资料片《石之心》及《血与酒》分别于2015年10月和2016年5月推出，同样备受赞誉。2016年8月，包含两部资料片与所有DLC的年度版（Game of the Year Edition）正式发行。面向PlayStation 5和Xbox Series X/S的次世代版本则于2022年12月推出。

## 衍生作品
2007年10月，手机游戏开发商Breakpoint在CD Projekt授权下推出巫师系列首款衍生作品《巫师：血腥之路》，游戏为2D横版过关玩法，内容聚焦学成归来的青年杰洛特初次踏上猎魔之路。次年7月，由波兰游戏公司one2tribe开发的网页游戏《巫师：对决》在PC平台发布，主打线上多人对战，后因CD Projekt Red与one2tribe结束合作，游戏于2012年5月停止运营。
2014年11月，CD Projekt Red及幻想飞行游戏联合开发的桌游《巫师：冒险游戏》发行，和Can Explode Games共同开发的数字版本也于同月登陆Microsoft Windows、OS X、iOS和Android平台。CD Projekt Red还曾在当年7月宣布推出手机端免费MOBA游戏《巫师：战斗竞技场》，游戏由Fuero Games协作开发，并于2015年1月正式上线，但同年底便关闭了服务器。2021年7月，由CD Projekt Red旗下工作室Spokko开发的AR手机游戏《巫师：怪物杀手》推出，为巫师系列最新衍生作品。

### 昆特牌系列
“昆特牌”原本只是CD Projekt RED专为《巫师3》设计的一款小型卡牌对战游戏，却因其简单有趣的玩法迅速风靡玩家群体，更有大量游戏粉丝向开发商请愿，希望推出单独的“昆特牌”游戏。玩家盛情难却，《巫师之昆特牌》应运而生，游戏于2017年5月公测，2018年10月正式版上线Microsoft Windows平台，随后陆续在PlayStation 4、Xbox One、iOS、Android和macOS推出。《昆特牌》在保留核心规则的同时调整部分机制，针对各派系牌组重新平衡设计，相比原版更专注于玩家对战。自2021年起，CD Projekt RED开始为游戏举办官方电竞赛事，胜者能够获得数目可观的奖金。
与《昆特牌》正式版一同推出的还有《巫师之昆特牌：王权的陨落》，一款以“昆特牌”为核心玩法的角色扮演游戏。作为《昆特牌》的独立单人模式，《王权的陨落》提供超过三十小时的游戏内容。游戏故事发生在《巫师》初代剧情之前，玩家将扮演莱里亚（Lyria）和利维亚（Rivia）的女王米薇（Meve），率军抗击尼弗迦德帝国的入侵。游戏地图包括利维亚、莱里亚、安格林（Angren）、玛哈坎（Mahakam）和下亚甸五个地区，均为首次在系列游戏中开放探索。游戏发售后获得普遍好评，销量却未达CD Projekt Red预期。

## 反响

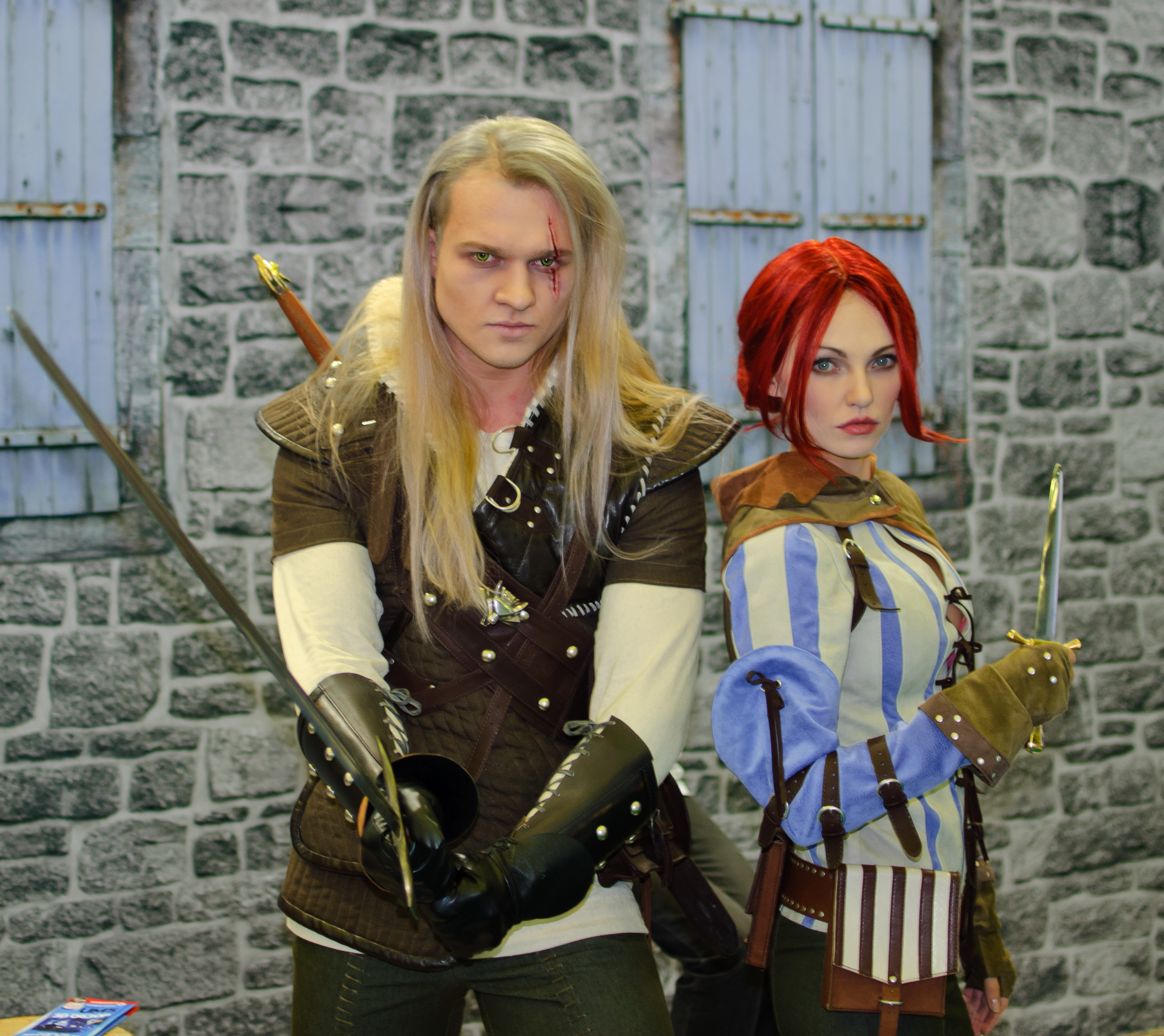
装扮成系列角色杰洛特和特莉丝的推广模特现身2010年度IgroMir会场。

### 评价
| 游戏            | Metacritic                                             |
| --------------- | ------------------------------------------------------ |
| 巫师            | （PC）81/100                                           |
| 巫师2：国王刺客 | （PC）88/100 （X360）88/100                            |
| 巫师3：狂猎     | （PC）93/100 （PS4）92/100 （XONE）91/100 （NS）85/100 |

《巫师》主系列作品在发售后均获得普遍正面的评价。据游戏评论网站Metacritic统计，评价最高的《巫师3》分数高达93/100，评分最低的《巫师》也拥有81/100的不俗成绩。
作为系列开山之作，《巫师》因其深刻的故事主题，优秀的剧情分支，出色的场景设计，丰富的成长路线，以及对主角杰洛特细致的形象刻画而备受赞誉；批评则主要集中在游戏简陋的战斗系统，繁琐的炼金系统，生硬的动画演出，还有漫长的加载时间。其中一些问题在游戏加强版推出后得到修正。
《巫师2：国王刺客》继承前作优点，并在多方面取得长足进步：改进的战斗机制，精美的画面效果，黑暗严肃的世界观，史诗般的剧情和多样化的道德抉择；然而，游戏也因初期过高的战斗难度受到玩家诟病，部分裸露场景则显得不合时宜。CD Projekt Red凭借该作成功跻身主流游戏工作室行列。
《巫师3：狂猎》推出后收获评论界一致盛赞，更被广泛誉为有史以来最好的角色扮演游戏之一。好评集中于游戏的视觉效果、故事剧情、角色刻画、战斗系统、开放世界设计以及角色扮演机制，少量差评则主要针对游戏发布之初的技术问题。

### 销量
《巫师》主系列作品在全球范围取得了巨大的商业成功。系列首作《巫师》发布不到四个月即售出超过60万份，发行一年后销量达100万份。2011年5月续作《巫师2：国王刺客》发布，首周销量即突破40万份，彼时其前作《巫师》已售出187万份。截至2011年底，《巫师2》共计售出约110万份，其发售首年销量则超过170万份。到了2014年9月，系列前两作的总销量为800万份。
得益于前两作的高口碑，《巫师3：狂猎》仅预购数便有150多万份，而游戏发行头两周的销量更达到400万份。2016年3月，CD Projekt Red宣布《巫师3》已售出近1000万份，系列总销量超2000万份。截至2018年3月，全系列售出超过3300万份，到了2020年底，系列总销量增至5000万份，其中《巫师3》全球销量已超3000万份，Netflix制作的《猎魔人》剧集更起到了推波助澜的作用。

### 奖项与荣誉
《巫师》主系列作品荣获过众多奖项与荣誉。系列首作《巫师》曾被GameSpot和IGN评为2007年度最佳角色扮演游戏，GameSpy亦将该作列为年度十佳游戏之一，而在Gry-Online2014年评选的史上最佳100款角色扮演游戏中，《巫师》位列第13。续作《巫师2：国王刺客》曾获Game Informer、Gamasutra、GameSpot和IGN等游戏媒体授奖，并于2012年度科隆游戏展拿下年度游戏在内共六个奖项。《巫师2》还曾参与竞争2012年第15届D.I.C.E.奖“年度角色扮演/大型多人游戏”，但落败于《上古卷轴V：天际》。
《巫师3：狂猎》早在正式发布前就广受关注。该作在2014年E3电子娱乐展上荣获IGN和GameSpot的人民选择奖，蝉联第31和第32届金摇杆奖最热门游戏，更被选为2014年游戏大奖最受期待游戏。《巫师3》发行后在各大奖项上斩获颇丰，包括金摇杆奖、游戏大奖、D.I.C.E.奖、游戏开发者选择奖、西南偏南游戏奖和NAVGTR奖，更有IGN、GameSpot和Game Informer在内多家媒体评选其为年度游戏。截至2016年3月，《巫师3》已获得250多个“年度游戏”荣誉，超过《最后生还者》成为当时获奖最多的游戏。

### 版税争议
尽管CD Projekt当初以一次总付从萨普科夫斯基处取得了改编许可，系列游戏的成功却远超后者预期。2018年10月，萨普科夫斯基要求CD Projekt提供超过6000万波兰兹罗提（约1500万美元）的销售收入作为报酬，相当于系列推出至今总收入的5%到15%。CD Projekt表示其已完全履行了获得许可的所有义务，但也会同萨普科夫斯基的法定代表人协商以达成对各方都公平的结果。CD Projekt于次年2月制订了一份和解协议，将向萨普科夫斯基支付额外版税以维持后者未来与系列游戏项目的合作，金额则不会有萨普科夫斯基要求的那么多。双方最终在同年12月达成协议。